# ФК Железничар (Сараево)
Вижте пояснителната страница за други значения на Железничар.
ФК „Железничар“ (NK/FK Željezničar) е футболен отбор от гр. Сараево, Босна и Херцеговина.
Отначало тим на железничари, днес той е сред най-силните в страната. Докато СФРЮ съществува, отборът редовно участва в Първа лига.
Основан е в Сараево през 1921 г. Стадион – „Гърбовица“ (20 000 места). Местният съперник е „Сараево“.
През сезон 1971/72 „Железничар“ печели първенството. През 2002/03 печели Купата на Босна и Херцеговина.

## История

### „Железничар“ срещу български отбори
През 1984 „Железничар“ играе за купата на УЕФА със Сливен. В първия мач игран на ст. „Хаджи Димитър“ губи от Сливен с 1:0 (гол на Демирев в 90-а мин.), а в реванша побеждава с 5:1 и продължава напред в турнира където по-късно достига до полуфинал. Тогава за „Железничар“ играят доста югославски национали.
През юли 2001 г. „Железничар“ среща „Левски“ (София) в 1-вия предварителен кръг на Шампионската лига 2001/02 и отпада с общ резултат 4:0.
През август 2004 г. отборът среща българския „Литекс“ (Ловеч) във 2-рия предварителен кръг на турнира за Купата на УЕФА 2004/05 и е отстранен с общ резултат 9:1.

## Успехи
- 1984/85 – полуфинал за Купата на УЕФА
- 1968/69 – полуфинал за Средноевропейската купа

## Футболисти
- Мирсад Бешлия (р. 1979)
- Бюленд Бишчевич (р. 1975)
- Ивица Осим (р. 1941)

## Треньори
- Ивица Осим (р. 1941)